# اچ. بریگز
ه. بریگز (انگلیسی: H. Briggs؛ زادهٔ ۱ ژانویهٔ ۱۹۰۰) تنیس‌باز اهل بریتانیا است.
(نام وی نامعلوم است)
وی قهرمان بخش انفرادی تنیس آزاد فرانسه در سال ۱۸۹۱ شد.